# Байт-код
Байт-код (байтко́д; англ. bytecode, также иногда p-код, p-code от portable code) — стандартное промежуточное представление, в которое может быть переведена компьютерная программа автоматическими средствами. По сравнению с исходным кодом, удобным для создания и чтения человеком, байт-код — это компактное представление программы, уже прошедшей синтаксический и семантический анализ. В нём в явном виде закодированы типы, области видимости и другие конструкции. С технической точки зрения байт-код представляет собой машинно-независимый код низкого уровня, генерируемый транслятором из исходного кода.
Многие современные языки программирования, особенно интерпретируемые, используют байт-код для облегчения и ускорения работы интерпретатора. Трансляция в байт-код является методом, промежуточным по эффективности между прямой интерпретацией и компиляцией в машинный код.
По форме байт-код похож на машинный код, но предназначен для исполнения не реальным процессором, а виртуальной машиной. В качестве виртуальной машины обычно выступает интерпретатор соответствующего языка программирования (иногда дополненный JIT- или AOT-компилятором). Спецификации байт-кода и исполняющих его виртуальных машин могут сильно различаться для разных языков: часто байт-код состоит из инструкций для стековой виртуальной машины, однако могут использоваться и регистровые машины. Тем не менее, большинство инструкций байт-кода обычно эквивалентны одной или нескольким командам ассемблера.
Байт-код называется так, потому что длина каждого кода операции традиционно составляет один байт. Каждая инструкция обычно представляет собой однобайтовый код операции (от 0 до 255), за которым могут следовать различные параметры, например, номер регистра или адрес в памяти.

## Исполнение
Программа на байт-коде обычно выполняется интерпретатором байт-кода. Преимущество байт-кода в большей эффективности и портируемости, то есть один и тот же байт-код может исполняться на разных архитектурах, для которых реализован интерпретатор. То же самое преимущество дают непосредственно интерпретируемые языки, однако, поскольку байт-код обычно менее абстрактен и более компактен, чем исходный код, эффективность интерпретации байт-кода обычно выше, чем чистая интерпретация исходного кода или интерпретация АСД. Кроме того, интерпретатор байт-кода зачастую проще интерпретатора исходного кода и его проще перенести (портировать) на другую аппаратную платформу.
В высокопроизводительных реализациях виртуальных машин может применяться комбинация интерпретатора и JIT-компилятора, который во время исполнения программы транслирует часто используемые фрагменты байт-кода в машинный код, применяя при этом различные оптимизации. Вместо JIT-компиляции может применяться AOT-компилятор, транслирующий байт-код в машинный код предварительно, до исполнения.
В то же время возможно создание процессоров, для которых данный байт-код является непосредственно машинным кодом (такие экспериментальные процессоры создавались, например, для языков Java и Форт).

## История
Среди первых систем, использовавших байт-код, были O-code для BCPL (1960-е), Smalltalk (1976), SIL (System Implementation Language) для языка Snobol-4 (1967), p-код (p-code, 1970-е, при участии Никлауса Вирта) для переносимых компиляторов языка программирования Pascal.
Варианты p-кода широко использовались в различных реализациях языка Pascal, например, в UCSD p-System (UCSD Pascal).

## Применение
К интерпретируемым языкам, использующим байт-код, относятся Perl, PHP (например Zend Engine), Ruby (начиная с версии 1.9), Python, Erlang и многие другие.
Широко распространённые платформы, использующие байт-код:
- Байт-код Java (стековая виртуальная машина), исполняемый различными виртуальными машинами Java[10][11]. Платформа была создана компанией Sun для языка Java, но стала использоваться и для других языков; существуют десятки высокопроизводительных реализаций JVM, использующих JIT-компиляторы;
  - Существуют варианты трансляции Java в байт-код регистровых машин, например, в виртуальной машине Dalvik (с JIT-компиляцией) или при AOT-компиляции в ART;
- Платформа Microsoft .NET использует стековый байт-код Intermediate Language (CIL, MSIL)[8], исполняемый с помощью Common Language Runtime (CLR), создана Microsoft для C# и некоторых других языков;
- Сценарный язык JavaScript выполняется различными высокопроизводительными «движками», в основном, встроенными в веб-браузеры, часто с возможностью JIT-оптимизации. Многие интерпретаторы построены с применением байт-кода, однако программы на JavaScript распространяются в виде исходных кодов;
- Сценарный язык ActionScript транслируется в стековый байт-код, распространяется в составе swf- и pdf-файлов, и выполняется виртуальными машинами в Adobe Flash и Adobe Acrobat.

Компилятор Clipper создает исполняемый файл, в который включен байт-код, транслированный из исходного текста программы, и виртуальная машина, исполняющая этот байт-код.
Программы на Java обычно компилируются в class-файлы, содержащие байт-код Java. Эти универсальные файлы передаются на различные целевые машины.
В ранних реализациях Visual Basic (до версии 6) использовался высокоуровневый Microsoft p-code.
Высокоуровневые p-коды и байт коды применялись в СУБД, некоторых реализациях Бейсика и Паскаля.
В стандарте открытых загрузчиков Open Firmware фирмы Sun Microsystems байт-код представляет операторы языка Форт.

## Примеры

### Python
Код:
```
>>>
 
print
(
"Hello, World!"
)

Hello
,
 
World
!

```

Байт-код:
```
>>>
 
import
 
dis
 
#импортируем модуль "dis" - Disassembler of Python byte code into mnemonics.

>>>
 
dis
.
dis
(
'print("Hello, World!")'
)

  
1
           
0
 
LOAD_NAME
                
0
 
(
print
)

              
2
 
LOAD_CONST
               
0
 
(
'Hello, World!'
)

              
4
 
CALL_FUNCTION
            
1

              
6
 
RETURN_VALUE

```

### Java
Код:
```
outer
:

for
 
(
int
 
i
 
=
 
2
;
 
i
 
<
 
1000
;
 
i
++
)
 
{

    
for
 
(
int
 
j
 
=
 
2
;
 
j
 
<
 
i
;
 
j
++
)
 
{

        
if
 
(
i
 
%
 
j
 
==
 
0
)

            
continue
 
outer
;

    
}

    
System
.
out
.
println
(
i
);

}

```

Байт-код:
```
  
0:
   
iconst_2

  
1:
   
istore_1

  
2:
   
iload_1

  
3:
   
sipush
  
1000

  
6:
   
if_icmpge
       
44

  
9:
   
iconst_2

  
10:
  
istore_2

  
11:
  
iload_2

  
12:
  
iload_1

  
13:
  
if_icmpge
       
31

  
16:
  
iload_1

  
17:
  
iload_2

  
18:
  
irem

  
19:
  
ifne
    
25

  
22:
  
goto
    
38

  
25:
  
iinc
    
2
,
 
1

  
28:
  
goto
    
11

  
31:
  
getstatic
       
#84
; //Field java/lang/System.out:Ljava/io/PrintStream;

  
34:
  
iload_1

  
35:
  
invokevirtual
   
#85
; //Method java/io/PrintStream.println:(I)V

  
38:
  
iinc
    
1
,
 
1

  
41:
  
goto
    
2

  
44:
  
return

```

## Критика
Традиционно байт-код проектируется в стиле стековых виртуальных машин, что упрощает генерацию из AST, позволяет использовать более простую и компактную кодировку байт-кода, упростить интерпретатор и уменьшить количество машинного кода, требуемого для исполнения одной инструкции байт-кода. С другой стороны, такие варианты байт-кода для заданной программы содержат большее количество инструкций, чем байт-коды регистровых виртуальных машин, из-за чего интерпретатор должен совершить больше непрямых переходов, для которых плохо работает предсказание переходов. Байт-код для регистровых виртуальных машин имеет немного больший размер машинных кодов, однако количество инструкций по сравнению со стековым байт-кодом примерно в два раза меньше, а интерпретатор — быстрее на десятки процентов. Также байт-код стековых машин сложнее для проведения оптимизаций (выражения становятся неявными, связанные инструкции не сгруппированы, выражения распределены по нескольким базовым блокам) и требует верификации корректности использования стека.
Ошибки верификации байт-кода стековых машин приводили к появлению множества экстремально опасных уязвимостей, в частности десятков в виртуальной машине AVM2, используемой в Adobe Flash для исполнения скриптов ActionScript и нескольких в ранних популярных системах исполнения Java (JVM).
В конце 2000-х — начале 2010-х авторы компиляторов V8 (для языка JavaScript, часто реализуемого через байт-код) и Dart усомнились в том, что промежуточные байт-коды обязательны для быстрых и эффективных виртуальных машин. В этих проектах была реализована непосредственная JIT-компиляция (компиляция во время исполнения) из исходных кодов сразу в машинный код.